# 워그루브
《워그루브》는 처클피시가 개발하고 배급한 턴제 전략 게임이다. 마이크로소프트 윈도우, 닌텐도 스위치 및 엑스박스 원 플랫폼으로 제작돼 2019년 2월 1일 처음 출시됐으며 플레이스테이션 4판은 같은 해 7월 23일 발매됐다.
《워그루브》의 무대는 판타지 세계관의 섬대륙 '아우라니아'로, 체리스톤 왕국의 황제가 암살된 후 왕위에 오른 그의 딸 메르시아가 대륙에 몰아치는 전쟁의 물결에 대항하고 평화를 되찾기 위한 여정을 그렸다. 《워그루브》의 그래픽과 게임플레이는 닌텐도의 《워즈》 시리즈에 영향을 받아 스테이지별로 진행하는 턴제 전략방식으로 진행되는 것이 특징이다. 게임의 본편에 해당하는 스토리 모드 이외에 다인용 온라인 대전 및 협동플레이를 지원한다.
출시 당시 《워그루브》는 대체적으로 호평을 받고 발매 3일만에 개발비를 회수하는 상업적 성공을 이뤘다.

## 개발
《워그루브》는 2019년 2월 1일 마이크로소프트 윈도우, 닌텐도 스위치 및 엑스박스 원 플랫폼으로 처음 출시됐으며, 플레이스테이션 4판은 같은 해 7월 23일 발매됐다.

## 반응
《워그루브》는 리뷰 애그리게이터 웹사이트 메타크리틱에서 "대체적으로 긍정적인 평가"를 기록했다. 게임 출시 3일만에 개발비를 회수했다.

## 참조

### 내용주
1. ↑  영어: Wargroove